# Kosmiczny habitat

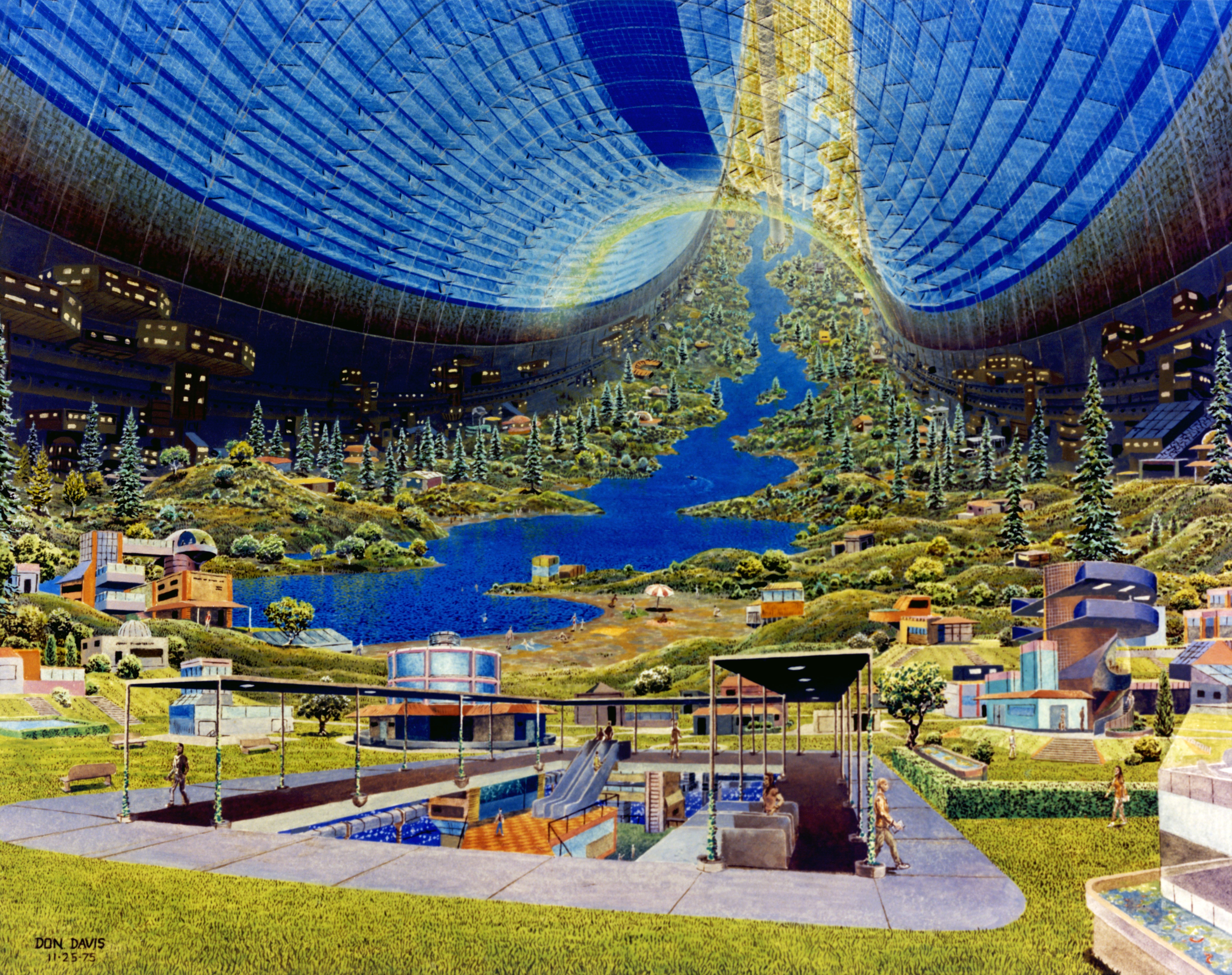
Wnętrze torusa Stanforda

Kosmiczny Habitat (zwany także kolonią kosmiczną, osiedlem kosmicznym, siedliskiem orbitalnym, osadą orbitalną lub kolonią orbitalną). Jest rodzajem stacji kosmicznej, pozwalającej na stałe osiedlenie, co oznacza że tego typu obiekt musiałby być samowystarczalny. Nie zbudowano jeszcze żadnego habitatu kosmicznego, ale powstało wiele koncepcji projektowych o różnym stopniu realizmu, pochodzących zarówno od inżynierów, jak i od autorów fantastyki naukowej.
Termin ten obejmuje niekiedy szersze kolonie zbudowane w miejscach innych niż Ziemia – takich jak Księżyc, Mars czy asteroidy.

## Historia
Idea siedlisk kosmicznych, zarówno w rzeczywistości, jak i fikcji, pochodzi z drugiej połowy XIX wieku. „Ceglany księżyc”, fikcyjna opowieść napisana w 1869 roku przez Edwarda Everetta Hale’a, jest prawdopodobnie pierwszym podejściem do tego pomysłu na piśmie. W 1903 roku pionier kosmosu Konstantin Ciołkowski spekulował o rotacyjnych cylindrycznych koloniach kosmicznych, z roślinami karmionymi przez słońce, w Beyond Planet Earth. W latach 20. John Desmond Bernal i inni spekulowali na temat gigantycznych siedlisk kosmicznych.

## Motywacja
Podczas opracowania koncepcji tego typu budynków zaproponowano kilka punktów motywacyjnych dla kolonii mieszkalnych:
- Przetrwanie cywilizacji ludzkiej i biosfery w przypadku katastrofy na Ziemi (naturalnej lub wywołanej przez człowieka)[2]
- Ogromne zasoby w przestrzeni dla ekspansji ludzkiego społeczeństwa
- Ekspansja bez ekosystemów do niszczenia,
- Może pomóc Ziemi, zmniejszając presję populacji i zabierając przemysł poza Ziemię.

## Zalety
Przedstawiono wiele argumentów przemawiających za siedliskami kosmicznymi mającymi szereg zalet:
- Łatwy Dostęp do energii słonecznej – w przestrzeni kosmicznej znajdują się naprawdę duże ilości energii. Na orbicie okołoziemskiej wynosi ona 1400 watów mocy na metr kwadratowy[3]. Energia ta może być wykorzystana do produkcji energii elektrycznej z ogniw słonecznych a dalej do zasilania urządzeń elektrycznych oraz produkcji ciepła.
- Poza studnią grawitacyjną

## Wymagania

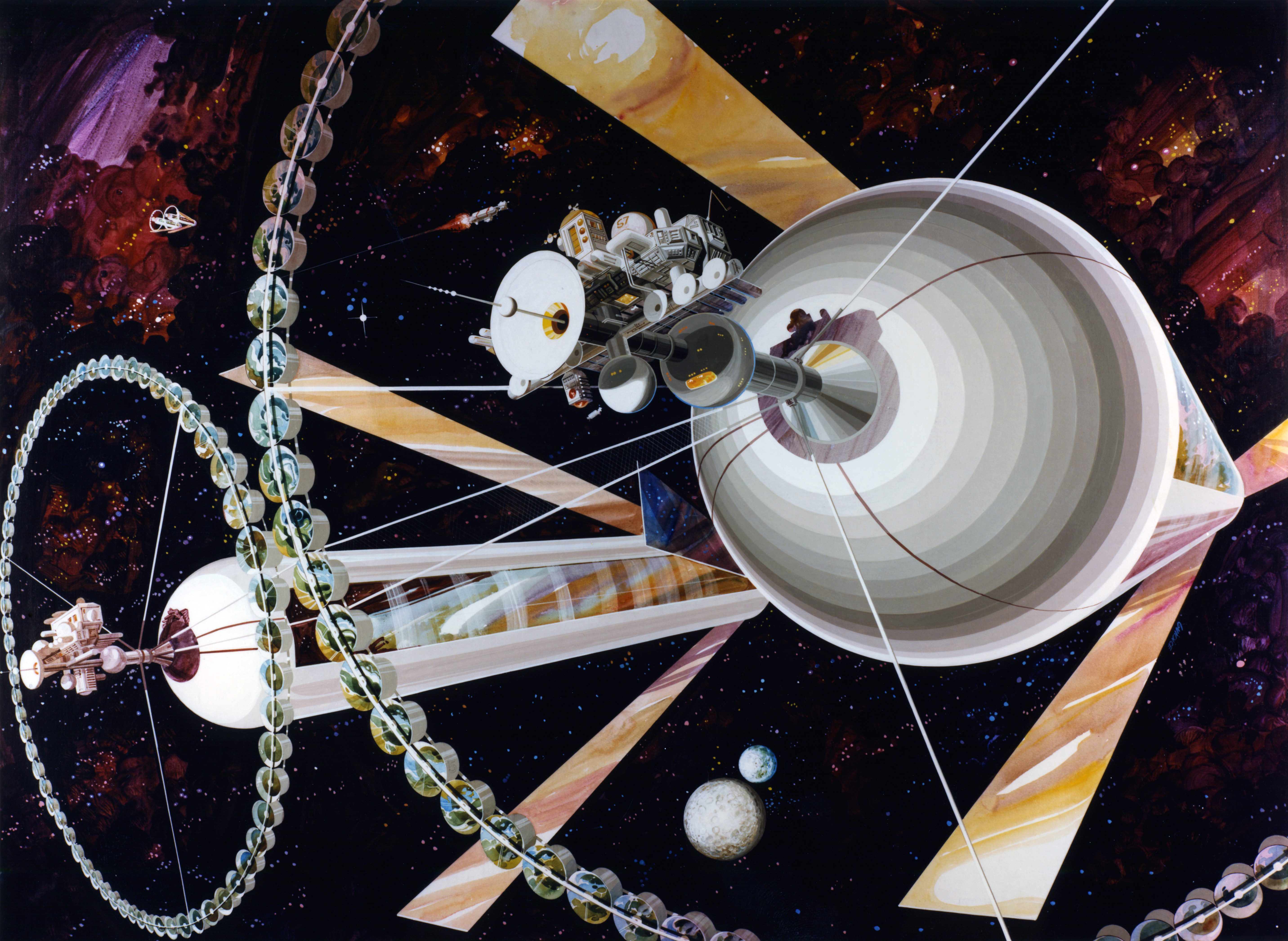
Para cylindrów O’Neill

Wymagania dotyczące habitatu kosmicznego są ogromne. Będzie musiał on zaspokoić wszystkie materialne potrzeby setek lub tysięcy ludzi przebywających w jego środowisku
- Atmosfera – wymagane będzie stworzenie odpowiedniego ciśnienia oraz poziomu tlenu (21%), dwutlenku węgla i azotu (78%), co jest podstawowym wymogiem dla stworzenia środowiska przyjaznemu człowiekowi, zwierzętom oraz uprawom.
- Produkcja żywności – początkowo konieczne będzie również dostarczenie materiałów organicznych do produkcji żywności z Ziemi. jednakże z zebraniem pierwszych plonów dostawy z nasionami będą mogły być pokrywane z lokalnych upraw. podłoże oraz inne cenne minerały mogą być dostarczane z pobliskich asteroid na których efekt Studni potencjału jest dużo mniej odczuwalny.
- Sztuczna grawitacja – Długoterminowe badania na orbicie dowiodły, że zerowa grawitacja osłabia kości i mięśnie, a także zaburza metabolizm wapnia i układ odpornościowy, przez co wymagane będzie stworzenie sztucznej grawitacji panującej na tym obiekcie – szansą może być tu budowa ogromnego cylindra i wprawienie go w ruch obrotowy. Siła odśrodkowa przy wystarczająco dużym momencie obrotowym powinna wytworzyć wystarczającą „grawitacje” do swobodnego poruszania się po wewnętrznej powierzchni strefy.
- Ochrona przed promieniowaniem – promieniowanie kosmiczne działa niszcząco na elektronikę oraz na ludzkie komórki dlatego wymagane będzie stworzenie odpowiedniej powłoki zewnętrznej chroniącą stacje przed wysokoenergetycznymi cząsteczkami.
- Meteoroidy i pył – Siedlisko musiałoby wytrzymać potencjalne uderzenia od kosmicznych śmieci, meteoroidów, kurzu itp.

## Studia koncepcyjne

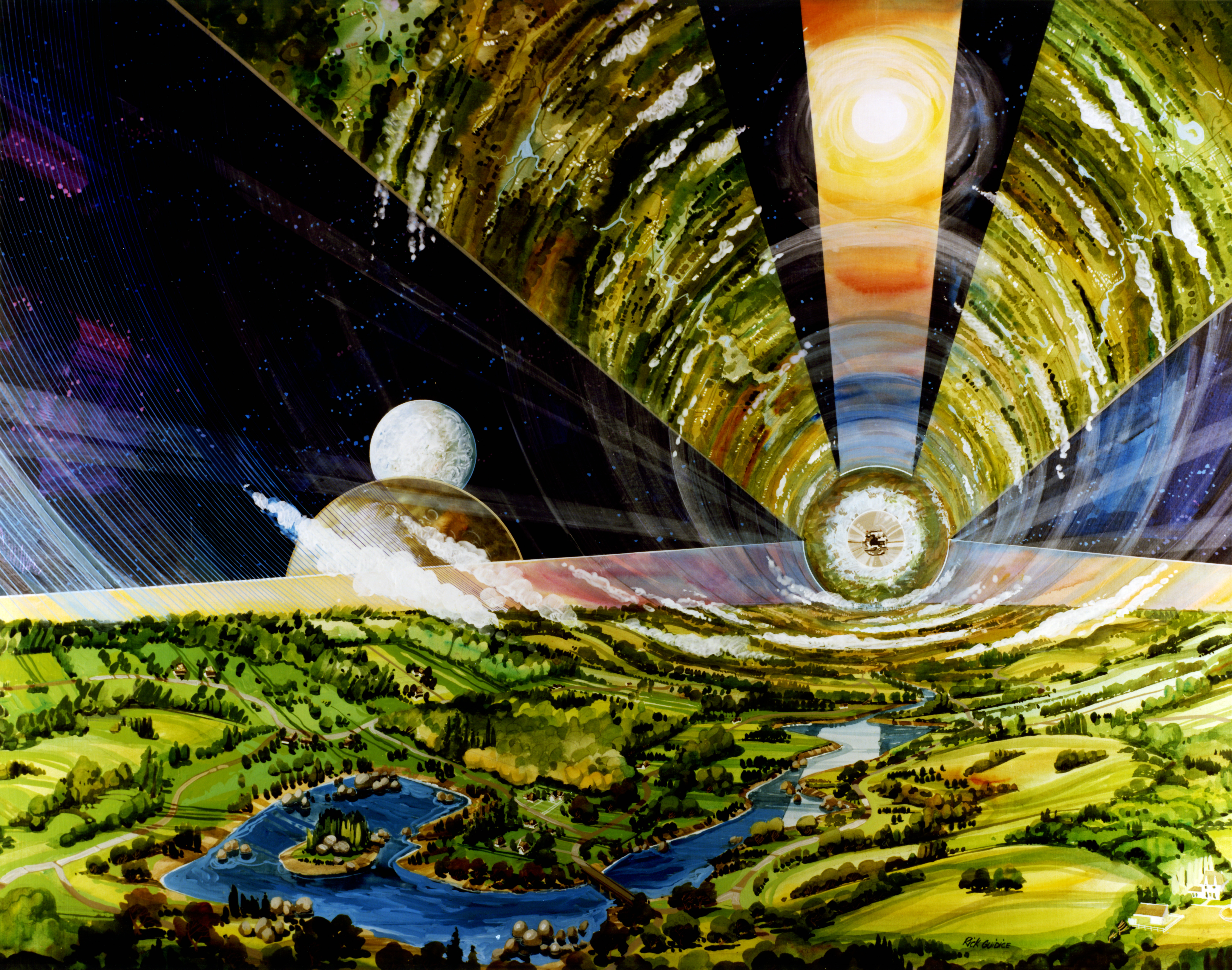
Widok wnętrza cylindra O’Neill, z naprzemiennymi pasami ziemi i okien

### Gerard O’Neill
Około 1970 roku, pod koniec programu Apollo, Gerard K. O’Neill, fizyk z Uniwersytetu Princeton, szukał tematu, który mógłby skusić jego studentów fizyki, w większości początkujących inżynierów. Wpadł na pomysł przypisania im obliczeń wykonalności dla dużych siedlisk kosmicznych. Ku jego zdziwieniu, habitaty wydawały się możliwe do wykonania nawet w bardzo dużych rozmiarach: cylindry o średnicy 8 km i długości 32 km. Uczniowie rozwiązywali także problemy, takie jak ochrona przed promieniowaniem kosmicznym, realistyczną hodowlę bez szkodników i kontrolę położenia orbitalnego bez silników reakcyjnych. O’Neill opublikował artykuł na temat tych koncepcji w Physics Today w 1974 roku.

### Reakcje NASA
Rezultat ten zmotywował NASA do sponsorowania kilku letnich warsztatów prowadzonych przez O’Neilla. Zbadano kilka koncepcji o wielkości od 1000 do 10 000 000 osób. w tym torus Stanforda. Trzy koncepcje zostały przedstawione NASA: Kula Bernala, Toroidalna Kolonia i Cylindryczna Kolonia.
Badania koncepcyjne wygenerowały znaczącą korzyść dla interesu publicznego. Jednym z efektów tej ekspansji było założenie Towarzystwa L5 w USA, grupy entuzjastów, którzy chcieli zbudować i żyć w takich koloniach.

### Instytut Studiów Kosmicznych
W 1977 roku O’Neill założył Instytut Studiów Przestrzennych, który początkowo finansował i konstruował prototypy nowego sprzętu potrzebnego do kolonizacji kosmosu, a także przygotował szereg studiów wykonalności.

### Koncepcje NASA
Niektóre studia koncepcyjne NASA obejmowały:
- Island One, siedlisko ksenofaliczne dla około 10 000 – 20 000 ludzi.
- Stanford torus: alternatywa dla Island One.
- Cylinder O’Neilla: jeszcze większy projekt (promień 3,2 km i długość 32 km).
- Bola: statek kosmiczny lub siedlisko połączone liną z przeciwwagą lub innym środowiskiem[7]